# Nelson Antonio Haedo Valdez
Nelson Antonio Haedo Valdez (nascut el 28 de novembre de 1983 a Caaguazú) és un futbolista que juga com a davanter per a l'Al Jazira d'Abu Dhabi.
Fou jugador de l'Hèrcules CF, amb qui vaq debutar al Camp Nou, marcant dos gols al FC Barcelona durant la victòria per 0-2 del seu equip. Ha estat internacional amb la selecció del Paraguai, amb la qual disputà el Mundial de 2010.